# حصار درعا
حصار درعا هي عملية عسكرية نفذها الجيش السوري في مدينة درعا ضد الجماعات الإرهابية بحسب الحكومة، بينما قالت المعارضة أنها حملة ضد المتظاهرين المطالبين بالديمقراطية.

## البداية
بدأت حركة الاحتجاج ضد الحكومة السورية تتزايد بداية من 15 مارس، وتزامنت المظاهرات بالمدن الكبرى في أنحاء سوريا، بدأت شرارة الانتفاضة بالقبض على المراهقين كتبوا شعارات معادية للنظام على أحد الحوائط في درعا. فتجمع عدة آلاف من المتظاهرين في الحسكة ودرعا ودير الزور وحماة، وحسب تقارير الجماعات المناهضة فقد جرت عدة اشتباكات مع قوات الأمن. وفي يوم 18 مارس اندلعت أخطر الاضطرابات التي جرت في سوريا منذ عقود. وظهرت دعوات على موقع فيس بوك ل«جمعة الكرامة» بعد صلاة الجمعة، فنزل إلى شوارع عدة مدن سورية الالاف من المتظاهرين للمطالبة بوقف الفساد في الحكومة. فواجه المتظاهرين حملة قمع عنيفة من القوات الأمنية. وهتف المتظاهرون «الله سوريا حرية وبس» وشعارات أخرى ضد الفساد.
شيئا فشيئا أضحت درعا النقطة المحورية للانتفاضة، فخرج الآلاف إلى شوارع درعا في 20 آذار / مارس لليوم الثالث على التوالي يهتفون بشعارات تطالب بإلغاء قانون الطوارئ، فلقى شخص مصرعه وأصيب العشرات بجروح عندما فتحت قوات الأمن النار على المحتجين. وأحرق المتظاهرون مقر حزب البعث السوري في المُحافظة ومبنين آخرين لشكرتي اتصالات - سيرياتل المملوكة لرامي مخلوف وإم.تي.إن جروب. استمرت المظاهرات في المحافظة لليوم الرابع دون توقف وامتدت إلى بلدات جاسم ونوى والشيخ مسكين المُجاورين لمدينة درعا،
وظهرت أيضا تقارير باحتجاجات في بانياس وحمص وحماة. وحاولت الحكومة لتخفيف السخط الشعبي عليها بإطلاق سراح 15 سجيناً كانوا قد اعتقلوا في مظاهرات «جمعة الغضب»، ولكن الجماهير استمرت في التجمع عند المسجد العمري بدرعا وهم يرددون مطالبين بالإفراج عن جميع السجناء السياسيين ومحاكمة الذين أطلقوا عليهم النار وقتلوا المتظاهرين وإلغاء قانون الطوارئ السوري المستمر منذ 48 سنة وبالمزيد من الحريات وقطع دابر الفساد. وكانت السلطات كانت قد أرسلت قبل بدء حملتها أرتالاً من المدرعات والدبابات لتحاصر مدن المحافظة حصاراً شديداً لتخويف المتظاهرين، كما قطعت معظم الاتصالات عن درعا.
وفي يوم الجمعة 8 أبريل اجتاحت المظاهرات مجددا معظم أنحاء سوريا تحت شعار «جمعة الصمود». فقد انطلقت في مدينة درعا مظاهرات شارك فيها آلاف من الأشخاص الذين هاجموا مقر حزب البعث في المدينة وحطموا تمثالا لباسل الأسد، غير أن الأمن أطلق عليها النار فسقط ما لا يقل عن 17 قتيلا، ولاحقاً قيل إن العدد وصل إلى 27 قتيلا. وقد قالت الحكومة أن الإرهابيون قتلوا 19 عسكريا وجرحوا 75 منهم.

## الاجتياح

### المرحلة الأولى
بدأت الفرقة الرابعة التي يقودها ماهر الأسد في 25 أبريل بنشر الدبابات واقتحام درعا، فقتلت 25 شخصا على الأقل. ورافق الدبابات العديد من القناصة الذين قدر عددهم ما بين المئات إلى 6000 قناص، وقد قطع الماء والكهرباء وخطوط الهاتف عن المدينة. وقال أحد السكان أن المتظاهرين أحرقوا سيارة عسكرية واخذوا جنديا رهينة عندهم. كما أغلقت الحدود مع الأردن. وهناك واحد على الاقل من كبار القادة العسكريين السوريين قد رفض المشاركة في تلك العملية. وقال أحد سكان درعا لصحفيي وسائل الاعلام عبر الهاتف: "دعوا أوباما يأتي ويحتل سوريا وكذلك دعوا إسرائيل أن تأتي وتحتلنا، فليأت اليهود، جميعهم خير من بشار الأسد." وقد قال المعارضون خلال حصار المدينة الكامل بأن القناصة على اسطح المنازل يستهدفون جميع الذكور الذين يحاولون الخروج إلى الشوارع، ولكن سمحوا للنساء فقط بالخروج إلى المخابز وفي أوقات محددة. وكذلك أفادت التقارير بأن الجيش قصف أجزاء من المدينة واستخدم الرشاشات الثقيلة ضد المتظاهرين. وقد ذكر الجيش أنه خلال العملية فقد تمكن من قتل عدة أفراد من الجماعات الإرهابية واعتقل العشرات منهم واستولى على أسلحة وهواتف نقالة بها شرائح أجنبية، كما ذكر الجيش أيضا بأن مسلحون مجهولون هاجموا نقاط تفتيش عسكرية ومنازل ضباط في المدينة.
بثت قناة الجزيرة في 28 أبريل لقطات لجنود جرحى يتلقون مساعدات من الأهالي أصيبوا من الوحدات الخاصة الموالية للنظام بعد رفضهم الأوامر بإطلاق النار على المتظاهرين. ونبهت القناة إنها لم تتمكن من التحقق بشكل مستقل من صحة الشريط لكنها قالت أنه جاء من «مصدر موثوق».
ثم أفادت القناة ذاتها في 29 أبريل بأن في هذا اليوم قتل ما لا يقل عن 50 شخصا في أنحاء سوريا نتيجة لتعامل قوات الأمن مع الاحتجاجات التي انطلقت بعد صلاة الجمعة. خمسة عشر من الذين قتلوا كانوا بالقرب من محافظة درعا بعد محاولة آلاف المتظاهرين الدخول إلى المدينة المحاصرة فأطلقت قوات الأمن النار عليهم.
تعرض المسجد العمري في 30 أبريل الموجود بالجزء القديم من المدينة لعملية عسكرية، حيث كانت الاحتجاجات تنطلق منه كل الجمعة في تلك البلدة. ووفقا لشهادة أحد السكان فقد هاجمت الدبابات بقذائفها ورشاشاتها الثقيلة المسجد وشارك بتلك العملية ما لا يقل عن ثلاث هليكوبترات في إنزال مظليين على سطح المسجد. فقتل جراء هذا خلال الهجوم ستة أشخاص بينهم نجل إمام مسجد، واعتقل العشرات بمن فيهم الإمام نفسه، وقد توزع القناصة على سطح المسجد. وخلال النهار أرسل شخص مجهول شريط فيديو يظهر فيه جنود يهاجمون ويقتلون بالذخيرة الحية متظاهرين عزل في مدينة الشيخ مسكين.
بدأ الجنود بالانسحاب من المدينة في يوم 5 مايو بعد انتهاء العملية العسكرية. وإن ظل بعضهم مع الدبابات لإبقاء الوضع في درعا تحت السيطرة. وفي نفس الوقت قالت تقارير أن هناك قوات ستنتشر حول محور آخر للمعارضة وهي مدينة بانياس الساحلية.

## ردود الفعل
أدان الرئيس الأمريكي باراك أوباما تجاوز الحدود في استخدام العنف مع المتظاهرين، وقالت الولايات المتحدة بأنها على استعداد لتجميد أصول مسؤولين سوريين في أمريكا. وطالبت دول الاتحاد الأوروبي بما فيهم فرنسا والمملكة المتحدة الأعضاء الدائمين في مجلس الأمن بفرض عقوبات دولية على سوريا بينما كان دعم روسيا والصين للحكومة السورية واضحا وكان البلدان على قناعة تامة بان سوريا مستهدفة من الخارج بمخطط خارجي يستهدف ضرب البلد واستهداف وحدته مما حدا بهما للوقوف إلى جانب سوريا في مجلس الأمن ، وقالت سوريا انها ترد على انتفاضة اثارها الإسلاميون.